# Lúkasz Jórkasz
Lúkasz Jórkasz (Lárnaka, 1986. október 18. — ) ciprusi–görög énekes.

## Életrajz
Lúkasz Cipruson született, és korán fény derült éneklési tehetségére. Először gitározni tanult meg az iskola mellett. Megragadott minden lehetőséget, hogy csatlakozzon különböző zenekarokhoz Cipruson, közben különböző hangszerekkel ismerkedett meg. Első énekesi sikerének könyvelhető el, hogy a megnyerte a Ciprusi Köztelevízió tizenkettedik dalszerző versenyét. A középiskola befejezése után Görögországba jelentkezett egyetemre biológia szakra. Jelentkezett az X-Faktor 2008–2009-es idényébe, ahol ő lett a végső győztes. Első kislemeze is megjelent ezután Den Fantazesai (magyarul: El sem tudod képzelni) címmel, ami szintén nagy siker lett. 2009 óta több hírességgel dolgozott már együtt, mint például Élena Paparízu, Natasha Theodoridou, George Mazonakis, Dimitrisz Mitropánosz vagy Peggy Zena. Lúkasz saját zenekart is alapított. 2011. március 2-án kiválasztották Görögország képviseletére az 56. Eurovíziós Dalversenyre, a Watch My Dance című dallal, amit Stereo Mike-kal közösen adott elő a május 10-i elődöntőben, ahol első helyen továbbjutottak a szombati döntőbe. Május 14-én a hetedik helyen végeztek a Dalverseny huszonöt fős döntőjében.

## Diszkográfia
Az X-Faktorban előadott dalok:
- 1 - "Eho Mia Agapi"
- 2 - "Runaway"
- 3 - "Agapi Ti Diskolo Pragma"
- 4 - "S’ Anazito Sti Saloniki"
- 5 - "Bang Bang"
- 6 - "Gia To Kalo Mou"
- 7 - "I Balanta Tou Kir Mentiou"
- 8 - "Instabile"
- 9 - "Erotiko"
- 10 - "Baby Don’t Let Me Be Misunderstood"
- 11 - "San Planodio Tsirko" (első dal)
- 11 - "Party" (második dal)
- 12 - "Didimotiho Blues" (első dal)
- 12 - "Agriolouloudo" (második dal)
- Döntő: „Ladadika” (első dal), „Piretos”, (második dal), „Party” (döntő dal)

## Fordítás
- Ez a szócikk részben vagy egészben  a   Loukas Giorkas című angol Wikipédia-szócikk fordításán alapul.  Az eredeti cikk szerkesztőit annak laptörténete sorolja fel. Ez a jelzés csupán a megfogalmazás eredetét és a szerzői jogokat jelzi, nem szolgál a cikkben szereplő információk forrásmegjelöléseként.